# ملعب أتاناسيو خيراردوت
ملعب أتاناسيو خيراردوت هو ملعب متعدد الاستخدام يقع في مدينة ميديلين الكولومبية . غالبا ما يتم استخدامه لمباريات كرة القدم . يسع الملعب لجلوس 52,872 متفرج . يعتبر الملعب الرسمي الذي يخوض فيه منتخب كولومبيا مبارياته الدولية . تم افتتاح الملعب في 19 مارس 1953 .